# South Arcot

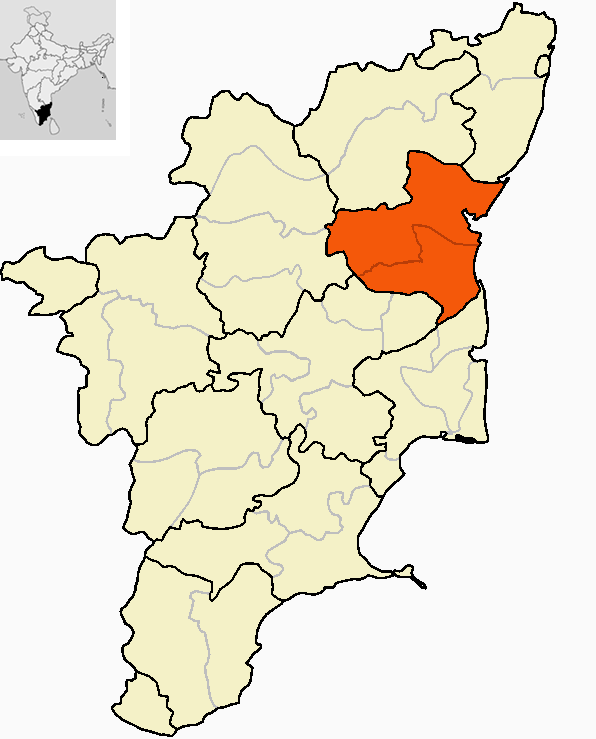
Lagekarte des ehemaligen Distrikts South Arcot

South Arcot ist ein ehemaliger Distrikt in Indien. Er bestand von 1801 bis 1993 und umfasste das Gebiet der heutigen Distrikte Viluppuram und Cuddalore im Bundesstaat Tamil Nadu. Verwaltungssitz des Distrikts war die Stadt Cuddalore.
Der Distrikt South Arcot entstand im Jahr 1801, als der Nawab von Arcot, der zuvor die nördlichen Teile des heutigen Tamil Nadu beherrscht hatte, seine Territorien an die Britische Ostindien-Kompanie abtrat. Das Gebiet von Arcot wurde in die Distrikte North Arcot und South Arcot geteilt und der Präsidentschaft Madras unterstellt. Nach der indischen Unabhängigkeit kam der Distrikt North Arcot im Zuge des States Reorganisation Act 1956 an den neuformierten Bundesstaat Madras, der nunmehr die tamilischsprachigen Gebiete umfasste und 1969 in Tamil Nadu umbenannt wurde. 1993 wurde der Distrikt South Arcot in die Distrikte Viluppuram und Cuddalore geteilt.